# Santo Antônio do Palma
Santo Antônio do Palma est une municipalité brésilienne située dans l'État du Rio Grande do Sul.